# Каролево (Маковський повіт)
Каролево (пол. Karolewo) — село в Польщі, у гміні Красносельц Маковського повіту Мазовецького воєводства.
Населення — 279 осіб (2011).
У 1975—1998 роках село належало до Остроленцького воєводства.

## Демографія
Демографічна структура станом на 31 березня 2011 року:
|          | Загалом | Допрацездатний вік | Працездатний вік | Постпрацездатний вік |
| -------- | ------- | ------------------ | ---------------- | -------------------- |
| Чоловіки | 145     | 41                 | 91               | 13                   |
| Жінки    | 134     | 36                 | 69               | 29                   |
| Разом    | 279     | 77                 | 160              | 42                   |